# ماركو إيفانوفيتش
ماركو إيفانوفيتش مواليد 24 يوليو 1962 في جمهورية صربيا الاشتراكية، هو لاعب كرة سلة صربي سابق. لعب مع نادي بارتيزان لكرة السلة في الدوري الصربي لكرة السلة ونادي بودوشنوست لكرة السلة في الدوري المونتينيغري لكرة السلة.

## روابط خارجية
- ماركو إيفانوفيتش على موقع الاتحاد الدولي لكرة السلة (الإنجليزية)
- ماركو إيفانوفيتش على موقع كرة السلة الأوروبية.كوم (الإنجليزية)
- ماركو إيفانوفيتش على موقع بروبوليرز (الإنجليزية)